# Parafia Podwyższenia Krzyża Świętego w Janowicach (archidiecezja krakowska)
Parafia Podwyższenia Krzyża Świętego w Janowicach – rzymskokatolicka parafia znajdująca się w archidiecezji krakowskiej, w dekanacie Wieliczka Zachód, w Polsce.